# William Marlow

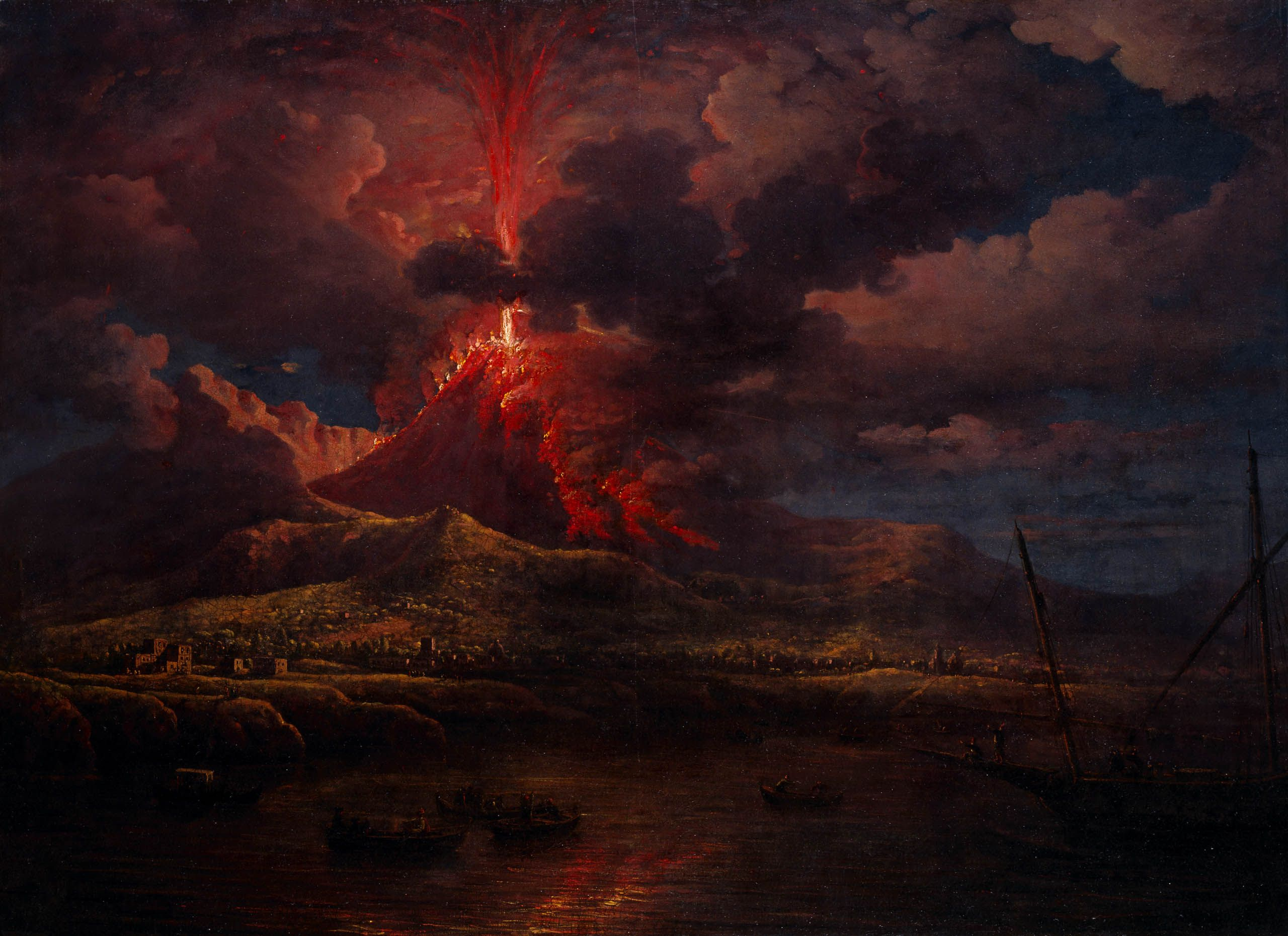
Eruzione del Vesuvio di notte (1768)

William Marlow (Southwark, 1740 – Twickenham, 14 gennaio 1813) è stato un pittore britannico.

## Biografia
Dopo un viaggio in Italia nel 1760, dove fu influenzato da Giovanni Paolo Pannini, Piranesi, Canaletto e Francesco Guardi. Questo dipinto, attualmente presso la Tate Gallery, è il primo acquisito dalla National Gallery of British Art.